# Air Via
Air Via (Bulgaars: Ер Виа) of Via International of Via est vita was een Bulgaarse charterluchtvaartmaatschappij met thuisbasis in Sofia. Zij voert vakantiechartervluchten uit vanuit Duitsland naar bestemmingen in Bulgarije zoals, Varna en Boergas.

## Geschiedenis
Air Via werd opgericht in 1990 met een vloot van 5 Tupolevs TU-154.
In 2017 stopte Air Via.

## Vloot
De vloot van Air Via bestond op 23 juli 2016 uit:

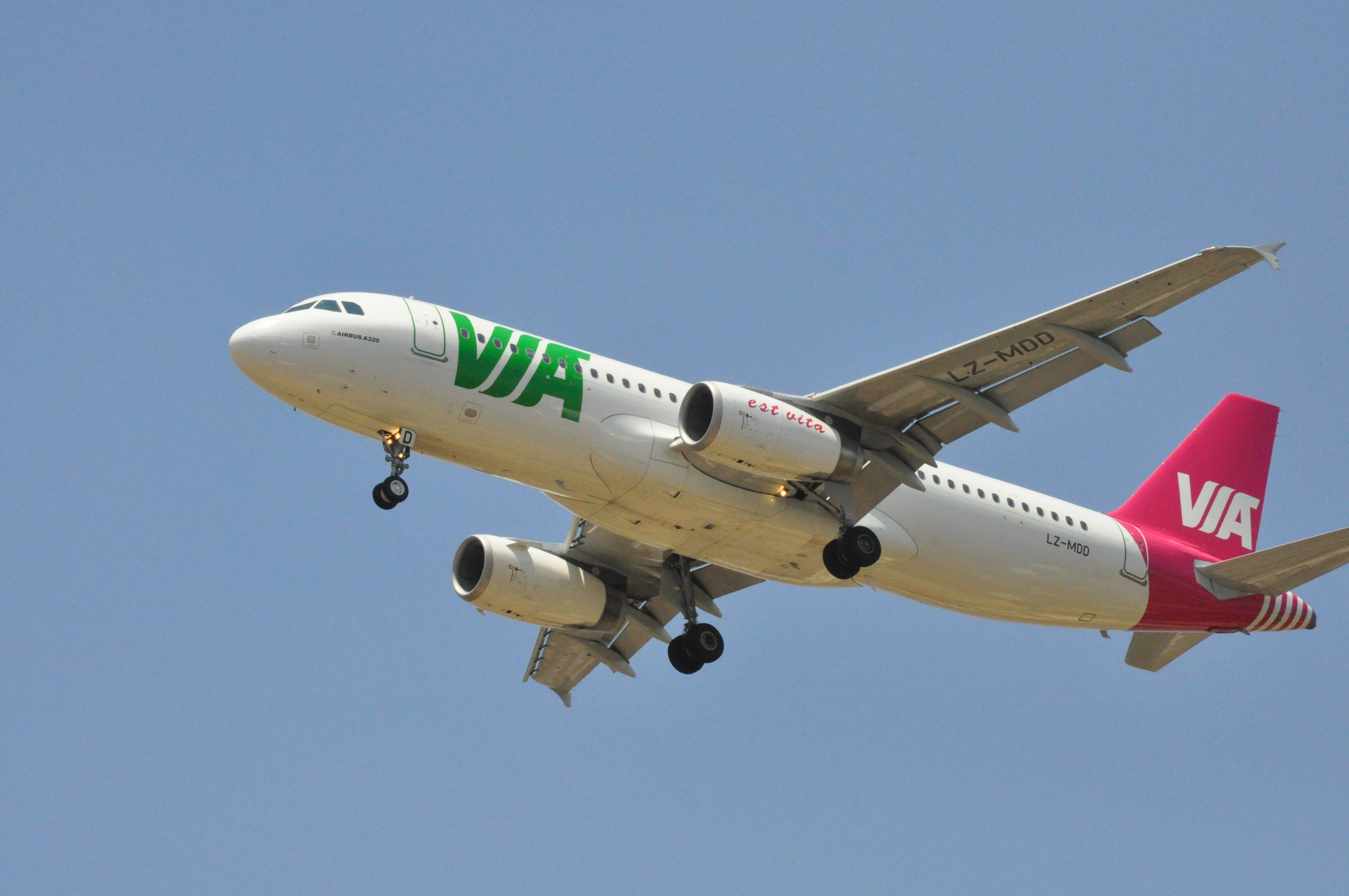
Air VIA A320-232

- 1 Airbus A320-200
- 1 Airbus A321-200